# Dorothea Liebermann-Meffert
Dorothea Liebermann-Meffert (* 6. Mai 1930 in Rastatt; † 3. September 2020 in Opfingen) war eine deutsche Chirurgin.

## Leben
Dorotheas Vater war der Chirurg Karl Peter Meffert, der 1934 Chefarzt im Städtischen Krankenhaus von Säckingen wurde. Sie ging dort zur Schule und besuchte zugleich Ernst Honigbergers Kunstschule in Wehr (Baden). Sie zeichnete viele Porträts, malte zahlreiche Ölbilder und beteiligte sich an Kunstausstellungen. Nach dem Abitur studierte sie ab 1949 an der Albert-Ludwigs-Universität Freiburg Medizin. Auslandssemester verbrachte sie in Zürich und Paris. Sie bestand 1955 in Freiburg das Staatsexamen und wurde dort zur Dr. med. promoviert. Die Pflichtassistentenzeit verbrachte sie in der Inneren Medizin vom Universitätsklinikum Freiburg. Es folgte die Ausbildung zur Chirurgin beim Vater in Säckingen sowie in Zürich, Paris und Freiburg. 1964 erhielt sie eine wissenschaftliche Assistentenstelle in der Freiburger Anatomie. 
1965 wurde sie Fachärztin für Chirurgie. Ihr Gesuch um eine Assistentenstelle in der Chirurgischen Universitätsklinik Freiburg wurde vom Klinikdirektor abgelehnt, er wollte keine Frauen unter den ärztlichen Mitarbeitern haben. Deshalb blieb Liebermann-Meffert am Anatomischen Institut. Ihr Schwerpunkt lag auf makroskopischer Anatomie und Präparierkursen. Ihre wissenschaftlichen Arbeiten führten dazu, dass Martin Allgöwer ihr 1970 eine Stelle in Basel anbot. Die in Freiburg gewonnenen anatomischen Kenntnisse waren ihr beim Operieren von großem Vorteil, ebenso ihre Beidhändigkeit. Zu der Arbeit im Operationssaal folgten weitere wissenschaftliche Experimente, Untersuchungen und Veröffentlichungen. Allgöwer bewunderte auch ihre „ausgesprochene graphische und zeichnerische Begabung“. 1977 konnte Liebermann-Meffert sich an der Universität Basel habilitieren. Nach der Emeritierung von Allgöwer wechselte sie 1987 an die Technische Universität München. Nach der Umhabilitation von Basel nach München erhielt sie 1989 die Lehrbefugnis für Experimentelle Chirurgie. 
1992 wurde sie zur apl. Professorin ernannt. Als sie die Altersgrenze erreicht hatte, setzte sie ihre beliebten „Nahtkurse“ für junge Assistenten und Studenten in München noch lange Zeit fort. Als langjährige Chronistin der International Society of Surgery erarbeitete sie eine Festschrift zur Hundertjahrfeier. Eingehend befasste sie sich mit dem Omentum majus und mit Rudolf Nissen und seiner Fundoplikatio. 2003/04 war sie Gastprofessorin bei Tom Ryan DeMeester am Department of Surgery der University of Southern California, wohin sie mehrfach zurückkehrte. Verheiratet war sie seit 1956 mit Eduard Liebermann, zuletzt Präsident des Verwaltungsgerichts Karlsruhe. Außer ihm hinterließ sie drei Töchter, einen Sohn und sechs Enkelkinder.

## Mitgliedschaften und Preise
- Ordentliches Mitglied der Deutschen Gesellschaft für Chirurgie (1969)
- Erster Ausstellungspreis der Deutschen Gesellschaft für Chirurgie, für „Untersuchungen zur Pathophysiologie der Verbrennungskrankheit“ (1977)
- International Society of Surgery (1986)
- Fellow des American College of Surgeons (1995)
- Member of the International Gastric Center Association (Kyoto, 1995)
- Woman of the Year (1998), American Biographical Institute
- 21st Century Award for Achievement / Illuminated Diploma of Honour (International Biographical Center of Cambridge, 2003)
- Ehrenmitglied der International Society of Surgery (2013), als erste Frau

## Veröffentlichungen
- mit Harvey White und Ekkehard Vaubel: The Greater Omentum. Anatomy, Physiology, Pathology, Surgery. With an Historical Survey. Springer, Berlin New York 1983, ISBN 978-3-662-02374-7.
- mit Hubert Stein: Rudolf Nissen and the World Revolution of Fundoplication. Johann Ambrosius Barth Verlag, 1999.
- A Century of International Progress and Tradition in Surgery. An Illustrated History of the International Society of Surgery. Kaden Verlag Heidelberg, 2001.